# Marcel Iureș
Marcel Iureș (Băilești, Dolj; 2 de agosto de 1951) es un actor de teatro y cine rumano, conocido por sus participaciones en cine.

## Biografía
En 1974 estudió interpretación en la Universidad Nacional de Bellas Artes de Bucarest de donde se graduó en 1978.

## Carrera
Marcel ha actuado tanto en Rumanía como en el extranjero al igual que ha colaborado en series televisivas nacionales y británicas. Desde primeros de los 80 y principios de los 90, Iureș continuó con su carrera cinematográfica dentro y fuera del país.
Su primer papel fue en 1975 cuando apareció en la obra de teatro Ferma.
En 1978 hizo su debut en la gran pantalla con la película Vis de ianuarie donde interpretó el papel de Franz Liszt, un compositor húngaro y virtuoso pianista.
En 1994 fue de gira por el Reino Unido con la obra Ricardo III.
En 1996 se unió al elenco de la famosa película Misión: Imposible donde interpretó a Alexander Golitsyn.
Un año después apareció en la película The Peacemaker donde dio vida a Dusan Gavrić, un terrorista que quiere vengar la muerte de su esposa y de su hija, quienes fueron asesinadas por un francotirador en la Avenida de los Francotiradores, plantando una bomba en los Estados Unidos. En la película compartió créditos con los actores George Clooney y Nicole Kidman.
En el 2006 apareció como invitado en la popular serie británica Spooks interpretando a Niko Grecic, un alto comandante serbio que se encuentra bajo la protección del MI5 después de ponerse en contra del famoso general serbio Marko Tezila y decidiera testificar en su contra.
En el 2007 apareció en la película Piratas del Caribe: en el fin del mundo, donde interpretó al capitán francés Chevalle.
En el 2013 se unió al elenco recurrente de la serie Strike Back: Shadow Warfare donde interpretó a Arkady Ulyanov, un traficante de armas ruso, hasta el final de la serie luego de que su personaje fuera asesinado por la mayor Nina Pirogova, cuyo padre había sido asesinado por Arkady. 

### Teatro
En 1975 debutó en los escenarios del teatro Bulandra con la obra Ferma. 
De 1978 hasta 1981 actuó en el teatro Nacional de Cluj en varios papeles como Beckman en Afară in faţa uşii y Conieful in Persii. Durante los años 80 ha hecho actuaciones en los teatros Bulandra y Odeon (ambos en Bucarest). 
Otras de sus apariciones destacadas en teatro fueron Hamlet, Enrique IV y Ricardo III de William Shakespeare.
Desde 1995 es el presidente y cofundador del Teatro ACT (el primer teatro independiente de Rumanía).) de donde es uno de los fundadores. En los escenarios de dicho teatro ha interpretado varios papeles shakespearianos como Ricardo II y Ricardo III (bajo la dirección de Mihai Măniuţiu) y Hamlet (por Liviu Ciulei). También ha aparecido en funciones como Creatorul de Teatru, Cetatea Soarelui y La última cinta de Krapp.
A lo largo de su trayectoria teatral ha recibido varias nominaciones y premios (tanto en Rumanía como en los festivales internacionales) entre los que se encuentra el Marele Premiu Flacăra de 2008. Otros trabajos realizados fueron de doblaje en varias películas de Disney y videojuegos. También fue presidente y jurado en el Festival Internacional Anonimul y del Ideo Ideis Festival.

## Filmografía

### Series de televisión
| Año         | Serie                       | Personaje          | Notas                                    |
| ----------- | --------------------------- | ------------------ | ---------------------------------------- |
| 2014        | The Game                    | Arkady             | 4 episodios                              |
| 2013, 2014  | Crossing Lines              | Alexander Dimitrov | 2 episodios                              |
| 2013        | Strike Back: Shadow Warfare | Arkady Ulyanov     | 3 episodios                              |
| 2010 - 2012 | În derivã                   | Andrei Poenaru     | 72 episodios                             |
| 2010        | Foyle's War                 | Duveen             | episodio "The Russian House"             |
| 2009        | The Philanthropist          | -                  | episodio "Kosovo"                        |
| 2008        | Trial & Retribution         | Vitali Malikov     | episodio "The Rules of the Game: Part 1" |
| 2006        | Spooks                      | Niko Grecic        | episodio # 5.9                           |
| 2003        | Cambridge Spies             | Otto               | 2 episodios - miniserie                  |

### Películas
| Año  | Título                                             | Personaje            | Notas                                                                                          |
| ---- | -------------------------------------------------- | -------------------- | ---------------------------------------------------------------------------------------------- |
| 2009 | The Code                                           | Zykov                | junto a Morgan Freeman, Antonio Banderas, Radha Mitchell, Robert Forster y Rade Serbedzija     |
| 2007 | Youth Without Youth                                | Prof. Giuseppe Tucci | junto a Tim Roth, Alexandra Maria Lara, Bruno Ganz, André Hennicke y Matt Damon                |
| 2007 | Piratas del Caribe: en el fin del mundo            | Capitán Chevalle     | junto a Johnny Depp, Geoffrey Rush, Orlando Bloom, Keira Knightley y Jack Davenport            |
| 2005 | Isolation                                          | John                 | junto a Sean Harris, Essie Davis, Crispin Letts y John Lynch                                   |
| 2005 | Goal!                                              | Erik Dornhelm        | junto a Kuno Becker, Alessandro Nivola, Anna Friel y Stephen Dillane                           |
| 2005 | The Cave                                           | Doctor Nicolai       | junto a Cole Hauser, Eddie Cibrian, Morris Chestnut, Lena Headey y Piper Perabo                |
| 2004 | Layer Cake                                         | Salvo                | junto a Daniel Craig, Tom Hardy, Sienna Miller, Michael Gambon, Sally Hawkins y Burn Gorman    |
| 2004 | The Tulse Luper Suitcases, Part 2: Vaux to the Sea | General Foestling    | junto a JJ Feild, Valentina Cervi, Steven Mackintosh y Jordi Mollà                             |
| 2002 | Hart's War                                         | Cnel. Werner Visser  | junto a Bruce Willis, Colin Farrell, Cole Hauser, Linus Roache y Sam Worthington               |
| 2002 | Amen.                                              | Papa Pío XII         | junto a Ulrich Tukur, Ulrich Mühe, Friedrich von Thun, Michael Mendl y Sebastian Koch          |
| 1997 | The Peacemaker                                     | Dušan Gavrić         | junto a George Clooney, Nicole Kidman, Aleksandr Baluyed y Armin Mueller-Stahl                 |
| 1996 | Mission: Impossible                                | Alexander Golitsyn   | junto a Tom Cruise, Jon Voight, Emmanuelle Béart, Ving Rhames y Jean Reno                      |
| 1994 | Interview with the Vampire                         | Vampiro de París     | junto a Tom Cruise, Brad Pitt, Antonio Banderas, Stephen Rea, Christian Slater y Kirsten Dunst |
| 1978 | Vis de ianuarie                                    | Franz Liszt          | junto a Gabriela Cuc, Gelu Colceag, Rodica Tapalaga y Dumitru Onofrei                          |

### Videojuegos
| Año  | Título                                  | Personaje        | Notas                           |
| ---- | --------------------------------------- | ---------------- | ------------------------------- |
| 2007 | Piratas del Caribe: en el fin del mundo | Capitán Chevalle | prestó su voz para el personaje |

### Narrador
| Año  | Título        | Notas                 |
| ---- | ------------- | --------------------- |
| 2002 | 99% Bucharest | documental - narrador |

### Teatro
| Año  | Obra                    | Personaje | Director (a)   | Teatro | Notas |
| ---- | ----------------------- | --------- | -------------- | ------ | ----- |
| 1998 | Richard II              | -         | Mihai Măniuţiu | -      | -     |
| 1996 | Caligula                | -         | -              | -      | -     |
| 1995 | Murder in the Cathedral | -         | -              | -      | -     |
| 1993 | Richard III             | -         | Mihai Măniuţiu | -      | -     |
| 1985 | Hamlet                  | -         | Liviu Ciulei   | -      | -     |
| 1975 | Ferma                   | -         | -              | -      | -     |
| -    | Henry IV, Part 1        | -         | -              | -      | -     |
| -    | Persii                  | Conieful  | -              | -      | -     |
| -    | Krapp's Last Tape       | -         | -              | -      | -     |
| -    | Cetatea Soarelui        | -         | -              | -      | -     |
| -    | Creatorul de Teatru     | -         | -              | -      | -     |
| -    | Afară in faţa uşii      | Beckman   | -              | -      | -     |

## Premios y nominaciones
| Año  | Categoría | Premio                | Obra | Resultado |
| ---- | --------- | --------------------- | ---- | --------- |
| 2008 | -         | Marele Premiu Flacăra | -    | Nominado  |